# Chalcorana macrops
Espèce
Synonymes
- Rana macrops Boulenger, 1897
- Hylarana macrops (Boulenger, 1897)

Statut de conservation UICN

 VU  : Vulnérable
Chalcorana macrops est une espèce d'amphibiens de la famille des Ranidae.

## Répartition
Cette espèce est endémique de l'île de Sulawesi en Indonésie. Elle se rencontre dans le centre et le Nord de l'ile entre 900 et 1 000 m d'altitude,.

## Description
L'holotype mesure 45 mm.

## Publication originale
- Boulenger, 1897 : A catalogue of the reptiles and batrachians of Celebes, with special reference to the collections made by Drs. P. & F. Sarasin in 1893-1896. Proceedings of the Zoological Society of London, vol. 1897, p. 193-237 (texte intégral).